# Pelayos de la Presa
Pelayos de la Presa település Spanyolországban, Madrid tartományban.  Lakosainak száma 3136 fő (2024).

## Népesség
A település népessége az utóbbi években az alábbiak szerint változott:
| Lakosok száma | 1422 | 2017 | 2269 | 2537 | 2572 | 2502 | 2468 | 2596 | 2867 | 3136 |
|               | 2001 | 2004 | 2007 | 2009 | 2012 | 2014 | 2017 | 2019 | 2022 | 2024 |